# 긴손가락트리오크
긴손가락트리오크(Dactylopsila palpator)는 주머니하늘다람쥐과에 속하는 유대류의 일종이다. 인도네시아 서파푸아와 파푸아뉴기니에서 발견된다.